# Liste der Mattielli-Statuen der Katholischen Hofkirche in Dresden

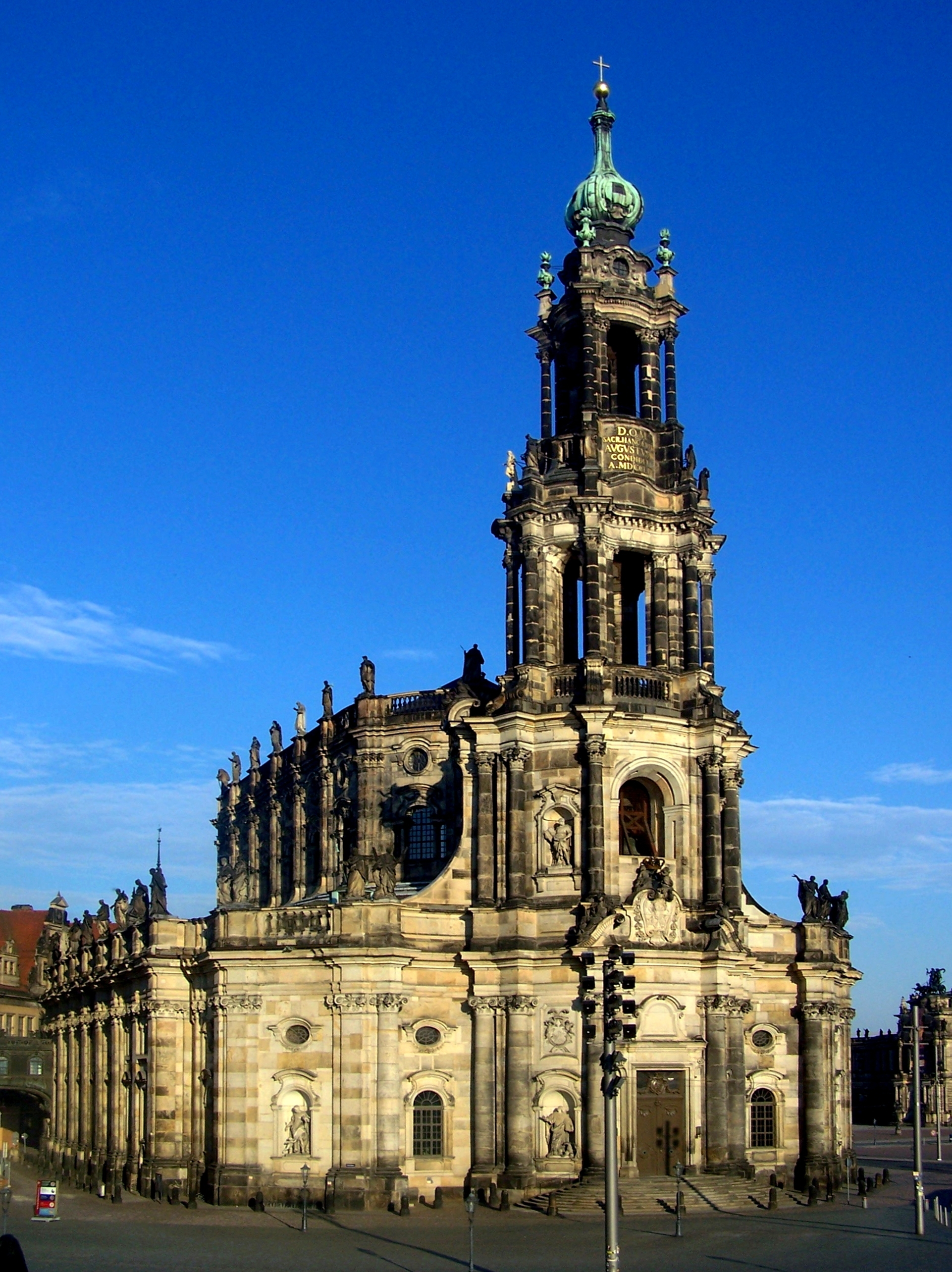
Die Katholische Hofkirche, heute Kathedrale Ss. Trinitatis, in Dresden

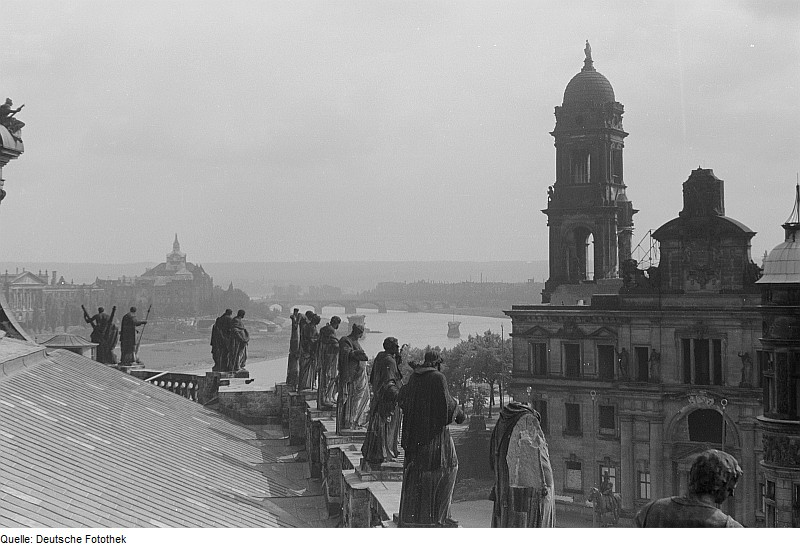
Teilweise stark zerstörte Statuen der äußeren Balustrade 1948

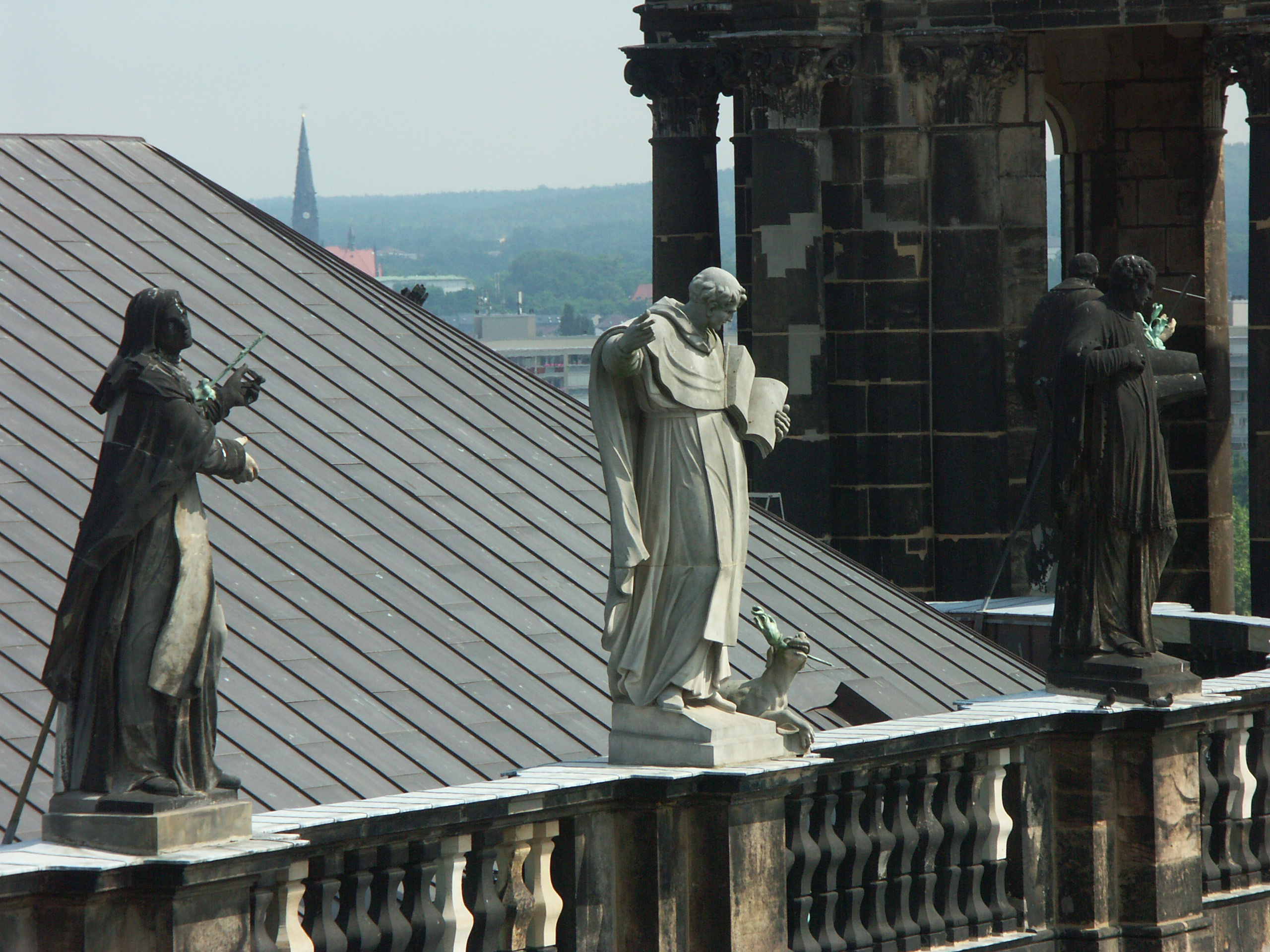
Grad der Erhaltung: Teilweise ergänzt (Teresa von Ávila), vollständig ersetzt (Dominikus) und nahezu unbeschädigt (Aloisius von Gonzaga), v. l. n. r.

Die Liste der Mattielli-Statuen der Katholischen Hofkirche in Dresden gibt einen Überblick über sämtliche Statuen von Lorenzo Mattielli und seinem Nachfolger Francesco Mattielli, die an und auf der Katholischen Hofkirche platziert sind.

## Geschichte und Hintergrund
Die Katholische Hofkirche in Dresden – seit 1980 Kathedrale Ss. Trinitatis des Bistums Dresden-Meißen sowie Pfarrkirche der Dompfarrei – wurde von 1739 bis 1754 freistehend erbaut. Jede Seite ist als Schauseite konzipiert, wobei die Fassade, der Turm und die innere und äußere Balustrade insgesamt 78 überlebensgroße Statuen tragen.
Die Auswahl der dargestellten Personen trafen die Königin von Polen und Kurfürstin von Sachsen Maria Josepha, der italienische Jesuit und Hofbeichtvater Ignatius Guarini sowie der Erbauer der Hofkirche Gaetano Chiaveri. Dargestellt sind männliche und weibliche Heilige, unter ihnen Apostel, Evangelisten, Kirchenväter, Ordensgründer und bedeutende Jesuiten, aber auch Schutzpatrone des sächsischen, böhmischen, habsburgischen und polnischen Raums sowie allegorische Gestalten. Die Figuren standen dabei miteinander in Bezug, auch wenn das Anordnungskonzept in der Gegenwart nicht mehr in jedem Bereich zu entschlüsseln ist.
Der italienische Bildhauer Lorenzo Mattielli wurde mit der Anfertigung der Statuen beauftragt. Er begann die Arbeit an den 3,50 Meter hohen Statuen im Jahr 1738. In seiner Werkstatt waren außer ihm fünf weitere Bildhauer tätig. Nach Mattiellis Tod im Jahr 1748 wurde das Werk bis 1752 von seinem Sohn Francesco Mattielli fertiggestellt – in diesen vier Jahren entstanden vor allem die noch fehlenden Turmfiguren. Alle Statuen bestehen aus Cottaer Sandstein aus der Region um Pirna. Wie die Kirche dem Spätbarock zugeordnet wird, sind auch die Figuren stilistisch nicht mehr ausschließlich dem Barock zuzuordnen, sondern weisen bereits Anklänge der Antike und des frühen Klassizismus auf, auch wenn die Fülle der Darstellungen „ein Bildprogramm barocker Heiligenverehrung deutlich [macht].“
Bei der Bombardierung Dresdens im Februar 1945 wurden nach aktuellen Angaben 16 Statuen vollkommen zerstört und 18 schwer beschädigt. Zahlreiche weitere Statuen wiesen kleinere Schäden auf. Eberhard Hempel verzeichnete 1955 nur neun vollständig zerstörte Statuen. Von 1961 bis 1972 erfolgte die Restaurierung der beschädigten Statuen. Von 1968 bis 2002 wurden die zerstörten Figuren durch originalgetreue Kopien ersetzt. Nach 2002 wurden weitere, inzwischen instabile Statuen am Turm durch Kopien ersetzt.
Nicht alle Statuen sind für den Betrachter mit bloßem Auge erkennbar, was jedoch beabsichtigt ist.
Die Statuen haben, je nach Standort, unterschiedliche Größen. Die Figuren der unteren Balustrade sind ca. 3,5 m, die der oberen Balustrade um die 3 m und die Turmfiguren um die 2,5 m hoch.

„Die Fülle der Zeugen soll [dem Katholiken] Mut machen und ihn anspornen. In nichtkatholischer Umgebung bekundeten diese aus den verschiedenen Jahrhunderten, Völkern und Nationen stammenden Heiligen die Universalität der katholischen Kirche. Aufgabe der Heiligen war es auch, die Menschen in das Innere der Kirche hineinzuführen.“

## Anordnungskonzept

Lage der einzelnen Figuren auf einer schematischen Übersicht

Das Anordnungskonzept der Statuen ist heute nicht mehr vollständig erkennbar. Die vier Evangelisten sind in Nischen beiderseits des Hauptportals angeordnet: Links Johannes und Matthäus, rechts Markus und Lukas. In der geistlichen Hierarchie sind die Evangelisten Johannes und Matthäus auch Apostel – die Reihe der Apostel wird auf der äußeren Balustrade oberhalb des Hauptportals fortgesetzt: Links des Turms reihen sich Andreas, Thomas, Jakobus der Jüngere und Simon Zelotes aneinander, rechts die Apostel Bartholomäus, Jakobus der Ältere, Philippus und Judas Thaddäus.
Über beiden Apostelreihen erhebt sich der Kirchturm, in dessen Nischen sich die „Apostelfürsten“ Petrus und Paulus befinden. In den Erdgeschossnischen auf der Süd- und Nordwestseite befinden sich mit Ambrosius und Augustinus zwei Kirchenväter, die zusammen mit den Aposteln in übertragenem Sinne das „Fundament“ der Kirche allgemein und dieser Kirche speziell bilden: „Zum Zeugnis der Offenbarung und Überlieferung tritt das Zeugnis der Väter und Lehrer der Kirche.“ Zusammen mit den Apostelfürsten befinden sich zudem die drei göttlichen Tugenden Glaube, Hoffnung und Liebe sowie die Kardinaltugend der Gerechtigkeit in allegorischer Gestalt auf dem Kirchturm.
Um die Tafel des Kirchturms, die lateinisch die Inschrift „Gott dem Höchsten hat diesen heiligen Tempel Augustus III. erbaut 1754“ trägt, wurden Statuen gesetzt, zu denen Stifter Friedrich August II. in besonderer Beziehung stand: Ida von Toggenburg und Hubertus von Lüttich, die der leidenschaftliche Jäger Friedrich August II. besonders verehrte, Augustus als Namensgeber des Kurfürsten und Norbert von Xanten und Stanislaus von Krakau als die Schutzheiligen Sachsens und Polens.
Im Anschluss an die Apostel der äußeren Balustrade lassen sich nur noch bedingt Bezüge herstellen. Auf der äußeren Balustrade schließen sich jeweils auf beiden Seiten – nordwestlich und südöstlich – an die Statuen von Simon und Judas Thaddäus die Paare Sebastian und Johannes der Täufer (Märtyrer, Patrone des Heiligen Römischen Reichs Deutscher Nation), Katharina und Apollonia (Schutzheilige der sächsischen und die der polnischen Lande) und Anna und Josef von Nazaret (Großmutter und Ziehvater Jesus’, Schutzheilige des sächsischen Bergbaus) an. Nach den Schutzheiligen der Gesamtkirche stehen so die des Reiches, anschließend die der Länder und daran anschließend mit Anna und Josef die des sächsischen Bergbaus im Erzgebirge.
Die weitere Anordnung unter anderem von Ordensgründern, Jesuiten und Märtyrern, erfolgt ohne erkennbare Ordnung. Auffallend ist jedoch, dass die Heiligen, die über der Sakramentskapelle der Kirche postiert wurden – darunter Florian von Lorch, Maria Magdalena, Rosalia und Rochus von Montpellier –, vom Kurfürstenhaus besonders verehrt wurden.

## Legende
- Bild: zeigt ein Foto der Statue
- Name: gibt den Namen des Dargestellten an, ein Stern zeigt an, dass es sich um die Kopie einer laut aktueller Literatur vollständig zerstörten Figur handelt[9], ein weiterer Stern markiert die neun Statuen der 16, die laut Hempel (1955) vollständig zerstört waren
- Eigenschaft / Bedeutung: gibt Hintergrundinformationen zur dargestellten Figur und, wenn vorhanden, ihre besondere Bedeutung für das sächsische Kurfürstenhaus, Eigenschaft und Bedeutung sind dabei in der Box durch einen Schrägstrich getrennt
- Beschreibung: beschreibt das Aussehen der Statue und ihre Attribute
- Lage: gibt neben der Lage der Statue auf der Kirche auch die Koordinaten der Statue an

Die Liste ist zum Teil sortierbar. Die Grundsortierung der Liste ist alphabetisch.

## Liste der Mattielli-Statuen
| Bild | Name                               | Eigenschaft / Bedeutung | Beschreibung | Lage                   |
| ---- | ---------------------------------- | --- | --- | ---------------------- |
|      | Agnes                              | Märtyrerin, Schutzpatronin der Jungfrauen, Verlobten und der Keuschheit / Patronin von Klosterneuburg bei Wien (habsburgische Grablege)                                                                               | hat den linken Arm erhoben, im rechten Arm hält sie eine Palme, sie blickt empor, an ihrer Seite ein Lamm. Die Figur wurde im Jahre 2001 durch eine Kopie ersetzt. Lediglich das Lamm ist noch original. Die Originalfigur befindet sich heute, durch Gipsteile ergänzt, in der Vorhalle des Haupteinganges der Kirche. | äußere Balustrade Lage |
|      | Aloisius von Gonzaga               | Jesuit, Patron der Keuschheit | hält in der linken Hand ein Buch und eine Lilie, auf die er blickt, trägt ein Ordenskleid | innere Balustrade Lage |
|      | Ambrosius von Mailand              | Kirchenvater, Bischof von Mailand | im Bischofsornat, Blick nach links empor gerichtet, rechts den Bischofsstab haltend, die linke Hand ausgestreckt, neben sich ein kleiner Putto, welcher seine Mitra hält, auf einem Bienenkorb | Erdgeschoss Lage       |
|      | Andreas                            | Apostel, Märtyrer | lehnt am Andreaskreuz, das er mit der linken Hand umfasst, Blick gen Himmel gerichtet | äußere Balustrade Lage |
|      | Anna                               | Mutter Marias / Schutzheilige des sächsischen Bergbaus (Annaberg) | mit der rechten Hand nach unten zeigend, in der linken Hand ein offenes Buch, trägt ein faltiges Gewand und einen Kopfschleier | äußere Balustrade Lage |
|      | Antonius von Padua                 | Franziskaner, Theologe | blickt nach rechts herab, hält in der linken Hand ein Buch und im rechten Arm einen Lilienstengel, trägt die Tracht der Franziskaner | äußere Balustrade Lage |
|      | Apollonia                          | Märtyrerin, Schutzheilige der polnischen Gebiete | in der erhobenen rechten Hand eine Zange haltend, mit der linken Hand eine Mantelfalte fassend, Mantel über leichtem Gewand | äußere Balustrade Lage |
|      | Augustinus von Hippo               | Kirchenvater, Bischof | im Bischofsornat, Blick nach links unten gerichtet, links einen Krummstab haltend, neben ihm rechts liegt seine Mitra, links steht ein Putto mit einem Löffel in der Hand | Erdgeschoss Lage       |
|      | Augustus von Canterbury (unsicher) | Bischof, Namenspatron von Friedrich August II. | er hat die linke Hand auf sein Herz gelegt, die rechte Hand ist ausgestreckt, er trägt einen kurzen Rock und einen Mantel; die fehlenden bischöflichen Attribute und die antik-weltliche Kleidung lassen sich kaum mit Bischof Augustus von Canterbury vereinbaren | Turm, 3. Geschoss Lage |
|      | Barbara                            | Märtyrerin, zählt zu den Vierzehn Nothelfern / Patronin verschiedener habsburgischer Provinzen, Patronin der Befestigungsanlagen (sh. Brühlsche Terrasse unweit der Katholischen Hofkirche)                           | blickt nach unten, hält mit der linken Hand ein Mantelende und einen Palmzweig, die rechte Hand ist auf den zerschmetterten Turm gestützt. Die Figur wurde während der Bombardierung Dresdens 1945 beschädigt. Teile des Gewandes wurden ergänzt und der Kopf neu geschaffen. | äußere Balustrade Lage |
|      | Bartholomäus                       | Apostel, Märtyrer | schreitend, rechter Arm erhoben, in der linken Hand ein Messer haltend | äußere Balustrade Lage |
|      | Basilius der Große                 | Kirchenlehrer, Bischof, einer der drei heiligen Hierarchen | mit dem rechten Bein auf einem Felsen kniend, Arme ausgebreitet, neben im Buch und eine Mitra mit Inful, er selbst im Priestergewand | äußere Balustrade Lage |
|      | Benedikt von Nursia                | Klostergründer (Benediktiner), Begründer des christlichen Mönchstums im Westen | die rechte Hand zeigt gen Himmel, die linke Hand hält ein Kreuz, er ist in Ordenstracht gekleidet | innere Balustrade Lage |
|      | Benno von Meißen**                 | Bischof, Patron von Sachsen | stützt sich mit der linken Hand auf den Krummstab, hat die rechte Hand leicht erhoben, schaut nach links zu Boden, trägt die Bischofstracht; die Figur wurde 1945 fast völlig zerstört, die heutige Kopie stammt aus den 1980er-Jahren | innere Balustrade Lage |
|      | Bernhard von Clairvaux             | Bedeutender Abt der Zisterzienser, Kreuzzugsprediger und Mystiker / Patron von Burgund und Genua | mit der rechten Hand auf den Abtsstab gestützt, in der linken Hand ein Buch haltend, trägt einen weiten Talar | äußere Balustrade Lage |
|      | Cäcilia**                          | Märtyrerin, Patronin der Kirchenmusik | nach rechts gewandt, hält im linken Arm eine Palme, zeigt mit der rechten Hand auf die Orgel, die links neben ihr steht, trägt einen wehenden Mantel; die Figur wurde 1945 zerstört, die heutige Kopie stammt aus den 1990er-Jahren und trägt im Gegensatz zum Original auf der linken Seite hinter der Orgel keinen Märtyrerzweig                                                                                                | innere Balustrade Lage |
|      | Caritas                            | Tugend der Liebe | auf den rechten Arm gestützt, in der linken Hand ein brennendes Herz, auf das sie schaut | Turm, 1. Geschoss Lage |
|      | Dominikus*                         | Gründer des Predigerordens der Dominikaner | in der linken Hand hält er ein Buch, die rechte Hand leicht erhoben, an seiner Seite ein Hund mit brennender Fackel im Maul: Die Figur wurde aufgrund ihres äußerst schlechten Zustandes in den 1990er-Jahren durch eine Kopie ersetzt. Die ergänzte Originalfigur (ohne Hund) befindet sich heute im Stallhof des Dresdner Schlosses im Eingangsbereich des Georgenbaues.                                                        | innere Balustrade Lage |
|      | Felix von Cantalice**              | Kapuziner | nach rechts geneigt, hält in der rechten Hand einen Bettelsack, der ihm über die Schulter hängt, trägt das Gewand der Kapuziner mit Rosenkranz im Gürtel; die Figur wurde 1945 bis auf den Kopf (heute im Lapidarium eingelagert) zerstört, die heutige Kopie stammt wohl schon aus den 1970er-Jahren, wurde aber erst Mitte der 1980er-Jahre aufgesetzt                                                                          | innere Balustrade Lage |
|      | Fides                              | Tugend des Glaubens | Gewand und Schleiertuch, in der rechten Hand ein Kreuz, in der linken einen Kelch haltend | Turm, Erdgeschoss Lage |
|      | Florian von Lorch                  | Märtyrer, Schutzpatron der Feuerwehr / Schutzpatron des Erzherzogtums Österreich | gießt mit der rechten Hand Wasser aus einem Schöpfkessel auf ein brennendes Haus, hält links eine Fahne, in der Tracht eines römischen Kriegers mit Helm und Panzer gekleidet | äußere Balustrade Lage |
|      | Franz von Assisi                   | Gründer des Franziskanerordens | hält in der linken Hand ein Kreuz, blickt darauf, die rechte Hand abgesenkt und einen Schädel haltend, Rosenkranz im Gürtel, der sein Mönchsgewand zusammenhält | äußere Balustrade Lage |
|      | Franz von Borgia**                 | Jesuit, Schutzpatron gegen Erdbeben / als Jesuit von den Stiftern besonders verehrt | nach links unten blickend, ist barhaupt im Gewand der Jesuiten, die linke Hand zeigt gen Himmel, die rechte fasst den Mantel; die Figur wurde 1945 zerstört, die heutige Kopie stammt aus den 1990er-Jahren | äußere Balustrade Lage |
|      | Franz von Paola                    | Gründer des Paulanerordens / als Schutzheiliger der Nachkommenschaft im Kurfürstenhaus geschätzt, Patron der habsburgischen Provinz Kalabrien                                                                         | nach links schreitend, die rechte Hand ist vorgestreckt, in der linken Hand hält er einen Pilgerstab, er blickt gen Himmel, er trägt ein Minoritengewand, auf der Brust in einem Strahlenkranz die Worte Charitas | äußere Balustrade Lage |
|      | Franz von Sales                    | Gründer des Ordens von der Heimsuchung Mariens, Bischof von Genf, Schutzpatron u. a. der katholischen Journalisten / Friedrich August II. trat am Gedenktag des Heiligen seine Herrschaft als Kurfürst von Sachsen an | hält im linken Arm eine Palme, die rechte Hand ist predigend ausgestreckt, trägt ein Priestergewand mit langem Mantel; bei der letzten Restaurierung in den 1990er-Jahren wurde der Kopf durch eine Kopie ersetzt | Turm, 3. Geschoss Lage |
|      | Franz Xaver**                      | Mitbegründer der Jesuiten, einer der ersten christlichen Missionare in Asien, Schutzpatron der Missionare / als Jesuit von den Stiftern besonders verehrt                                                             | hält in der linken Hand einen Pilgerstab, öffnet mit der rechten Hand sein Pilgergewand über der Brust, sein Hut hängt im Rücken; die Figur wurde 1945 zerstört, die heutige Kopie stammt wohl aus den 1960er-Jahren, ihr fehlt im Gegensatz zum Original auf der linken Brustseite die Jakobsmuschel, das Zeichen der Pilger | äußere Balustrade Lage |
|      | Georg**                            | Märtyrer, zählt zu den Vierzehn Nothelfern / Schutzpatron Sachsens | hält mit beiden Händen eine Lanze und sticht mit ihr auf den Drachen ein, er ist in der Tracht römischer Ritter mit Helm, Harnisch und Mantel gekleidet; die Figur wurde 1945 zerstört, die heutige Kopie stammt wohl aus den 1960er- oder 1970er-Jahren und wurde in den 1980er-Jahren wieder aufgesetzt | innere Balustrade Lage |
|      | Heinrich II.                       | Römisch-deutscher Kaiser / mit Kurfürstenhaus verwandt | nach links gewandt, rechte Hand in die Seite gestützt, in der linken Hand den Feldherrenstab, in das Kaisergewand gekleidet, trägt einen Lorbeerkranz | innere Balustrade Lage |
|      | Hubertus von Lüttich               | Bischof, Schutzpatron der Jagd / Friedrich August II. war für seine Jagdleidenschaft bekannt und verehrte ihn daher besonders                                                                                         | rechts auf einen Jagdspieß gelehnt, links das Hifthorn haltend, trägt einen kurzen Jagdrock; die Figur wurde im Jahre 2007 durch eine Kopie ersetzt, das Original befindet sich in der Eingangshalle von Schloss Hubertusburg in Wermsdorf | Turm, 3. Geschoss Lage |
|      | Ida von Toggenburg                 | Friedrich August II. war für seine Jagdleidenschaft bekannt und verehrte sie daher besonders | nach rechts geneigt, neben ihr ein Hirsch: bei der letzten Restaurierung in den 1990er-Jahren wurde der linke Arm ersetzt | Turm, 3. Geschoss Lage |
|      | Ignatius von Loyola                | Mitbegründer des Jesuitenordens / als Jesuit von den Stiftern besonders verehrt | blickt nach links, die rechte Hand ist auf ein Buch gelegt, das er in der linken Hand hält, trägt ein Messgewand; die Figur wurde 1945 fast völlig zerstört, die heutige Teilkopie stammt wohl aus den 1960er-Jahren, wobei das Gesicht nach der Totenmaske des Heiligen gestaltet wurde | äußere Balustrade Lage |
|      | Irene von Thessaloniki*            | Märtyrerin / Patronin von Lecce in Kalabrien, dem Heimatort Ignatius Guarinis | blickt zum Himmel empor, die rechte Hand mit dem Schlüssel ist erhoben, die linke Hand zeigt auf die Flamme, die neben ihr aufsteigt, an ihrer Seite auf einem Postament Buch und Palme; die Figur wurde 1945 zerstört, die heutige Kopie stammt aus den 1990er-Jahren und ist versehentlich ca. 50 cm kleiner geschaffen worden, was man von unten auch sehr gut sehen kann                                                      | äußere Balustrade Lage |
|      | Iustitia                           | Tugend der Gerechtigkeit | in der rechten Hand ein Schwert, in der linken ein Szepter haltend | Turm, Erdgeschoss Lage |
|      | Jakobus der Ältere                 | Apostel, Märtyrer | nach rechts gewandt, hält in der linken Hand ein Buch, mit der rechten Hand auf einen Stab gestützt. Auf der rechten Brustseite trägt er sein Attribut, die Jakobsmuschel. | äußere Balustrade Lage |
|      | Jakobus der Jüngere                | Apostel, Märtyrer | stützt sich mit der linken Hand auf eine Walkerstange, rechte Hand weist zum Boden | äußere Balustrade Lage |
|      | Johannes                           | Evangelist, Apostel | in langem Gewand und Mantel, nach rechts blickend, rechts eine Feder und links ein Buch haltend, an seiner Seite der Adler | Erdgeschoss Lage       |
|      | Johannes Chrysostomus              | Kirchenlehrer, Erzbischof, einer der drei heiligen Hierarchen | beide Hände betend nach rechts erhoben, im Chorrock mit Albe und Stola gekleidet, ihm zur Seite befindet sich eine Mitra. | Turm, 3. Geschoss Lage |
|      | Jean François Régis**              | Jesuit, Missionar / als Jesuit von den Stiftern besonders verehrt | erhebt mit der rechten ein Kreuz und schaut auf das offene Buch in seiner linken Hand, trägt ein Chorhemd und Stola; die Figur wurde 1945 zerstört, die heutige Kopie stammt aus den 1990er-Jahren | äußere Balustrade Lage |
|      | Johannes Nepomuk                   | Märtyrer, Priester / Schutzheiliger des habsburgischen Böhmens | beide Hände umfassen ein Kruzifix und eine Palme die er anblickt, er trägt ein Chorhemd und einen Domherrenkragen | äußere Balustrade Lage |
|      | Johannes der Täufer*               | Märtyrer, eine der zentralen Figuren des Christentums / Patron des Heiligen Römischen Reichs Deutscher Nation | nach rechts zum Boden blickend, in der rechten einen Stab haltend, mit der linken Hand empor zeigend, an seiner Seite ein Lamm | äußere Balustrade Lage |
|      | Josef von Nazaret                  | Schutzpatron der katholischen Kirche, (Zieh-)Vater Jesu Christi / Schutzheiliger des sächsischen Bergbaus (Jöhstadt=Josefsstadt)                                                                                      | hält in der rechten Hand einen Stab, die linke Hand ist erhoben, er trägt geschürzte Hosen und ein faltiges Gewand, darüber einen Mantel | äußere Balustrade Lage |
|      | Judas Thaddäus                     | Apostel, Märtyrer | fasst mit der rechten Hand eine Keule, die linke Hand weist zum Himmel, der Blick geht nach rechts zum Boden | äußere Balustrade Lage |
|      | Karl Borromäus**                   | Erzbischof von Mailand, Kardinal, Gegenreformator / wurde von Maria Josepha verehrt (in ihrer Vaterstadt Wien wurde ihm zu Ehren die Karlskirche errichtet)                                                           | hat die rechte Hand segnend erhoben, fasst mit der linken Hand leicht seinen Mantel, trägt die Tracht eines Kardinals, neben ihm liegt sein Hut; die Figur wurde 1945 zerstört, die heutige Kopie stammt aus den 1980er-Jahren und unterscheidet sich vom Original in der Gestaltung des Gesichtes (der Heilige war ursprünglich mit Vollbart dargestellt)                                                                        | innere Balustrade Lage |
|      | Kasimir                            | Sohn von Kasimir IV. Jagiełło / Schutzheiliger Polens | in sarmatischer Fürstentracht mit Hermelin und Pelzmütze, zeigt auf neben ihm liegenden Krone und Szepter: die Figur wurde 1945 beschädigt, sodass Teile des Gewandes und der Kopf neu geschaffen werden mussten | äußere Balustrade Lage |
|      | Katharina von Alexandrien          | Märtyrerin, zählt zu den Vierzehn Nothelfern, Schutzpatronin der Schulen / Schutzheilige der sächsischen Lande | in der rechten Hand Schwert und Ölzweig haltend, die linke Hand weist gen Himmel, der linke Fuß steht auf einem Stück ihres Rades, sie trägt edle Kleidung | äußere Balustrade Lage |
|      | Klara von Assisi                   | Ordensgründerin der Klarissen, Schutzpatronin des Fernsehens | nach links gewandt, in der linken Hand eine Monstranz, die sie betrachtet, die rechte Hand ist ausgestreckt, trägt ein Klarissengewand mit Schleier; die Figur wurde 1945 beschädigt, in den 1990er-Jahren wurden Teile des Gewandes und die linke Hand ergänzt | innere Balustrade Lage |
|      | Laurentius von Rom*                | Märtyrer, Schutzpatron Spaniens, Patron des ehemaligen Bistums Merseburg | in der linken Hand den Rost und einen Palmenzweig haltend, die rechte Hand zeigt zum Himmel, im Diakonengewand mit reicher Stickerei; die Figur wurde 1945 beschädigt und 2001 durch eine Kopie ersetzt; die Originalfigur befindet sich heute, durch Gipsteile ergänzt, in der Vorhalle des Haupteinganges der Kirche | äußere Balustrade Lage |
|      | Leopold                            | Landespatron von Nieder- und Oberösterreich | im linken Arm ein Kirchenmodell haltend, die linke Hand ist auf einen Schild gestützt, trägt ein fürstliches Ornat mit Panzer und Helm; die Figur wurde 1945 nur leicht beschädigt und blieb als einzige in diesem Bereich erhalten, in den 1960er-Jahren wurden der Kopf neu aufgesetzt und Teile des Gewandes ergänzt | innere Balustrade Lage |
|      | Lucia von Syrakus                  | Märtyrerin, Patronin verschiedener spanisch-habsburgischer Provinzen | in der rechten Hand eine Schüssel haltend, in der zwei Augen liegen, die linke Hand umfasst einen Mantelzipfel sowie eine Palme | äußere Balustrade Lage |
|      | Ludwig                             | König von Frankreich / mit Kurfürstenhaus verwandt | hält in der linken Hand das Szepter, die rechte Hand ist leicht erhoben, er trägt die Königstracht, neben ihm liegt seine Krone | innere Balustrade Lage |
|      | Lukas                              | Evangelist | Kopf nach rechts gewandt, in der rechten Hand eine Feder, der linke Arm lehnt auf einer Tafel, an seiner Seite der Stier | Erdgeschoss Lage       |
|      | Maria Magdalena                    | Jüngerin Jesu Christi | rechts auf einen Baumstamm gestützt, Blick auf das vor sich gehaltene Kreuz geheftet, an ihrer Seite Salbbüchse | äußere Balustrade Lage |
|      | Maria Magdalena von Pazzi*         | Unbeschuhte Karmelitin / Schutzpatronin des Königreichs Neapel, dessen Königin Maria Amalia von Sachsen ab 1738 war                                                                                                   | nach rechts gewandt, hat mit beiden Händen ein Kreuz erhoben, trägt die Tracht einer Nonne mit Schleier und Dornenkrone; die Figur wurde 1945 stark beschädigt und blieb in diesem Zustand bis in die 1980er-Jahre, um 1987 wurde sie durch eine Kopie ersetzt, die Originalfigur befindet sich im Lapidarium | innere Balustrade Lage |
|      | Markus                             | Evangelist, Märtyrer | nach links gewandt, hält im linken Arm eine Schreibtafel und in der rechten Hand eine Feder, an seiner Seite sein Löwe | Erdgeschoss Lage       |
|      | Matthäus                           | Evangelist, Apostel, Märtyrer | nach links gewandt, rechts eine Feder haltend, die linke Hand ist erhoben, über das linke Knie fällt eine Schriftrolle, neben ihm sein Attribut, ein geflügelter Mensch in Gestalt eines Putto | Erdgeschoss Lage       |
|      | Mauritius                          | Märtyrer | ist nach links gewandt, hält links die Palme, die rechte Hand ist leicht erhoben, trägt einen kurzen Rock mit Mantel; die Figur wurde 2007 durch eine Kopie ersetzt, das Original befindet sich in der Eingangshalle von Schloss Hubertusburg in Wermsdorf | Turm, 3. Geschoss Lage |
|      | Norbert von Xanten                 | Gründer des Ordens der Prämonstratenser, Erzbischof von Magdeburg, Schutzheiliger Sachsens, | im Bischofsgewand, hält mit der rechten Hand die Monstranz und erhebt in der linken Hand eine Hostie, links ihm zur Seite die Mitra auf einem Sockel | Turm, 3. Geschoss Lage |
|      | Paulus                             | Apostel, Märtyrer | nach links gewandt, die rechte Hand erhoben, stützt sich mit der linken Hand auf sein Schwert, weiter Mantel | Turm, 1. Geschoss Lage |
|      | Paulus von Theben                  | Einsiedler, Schutzheiliger der Korb- und Mattenflechter | als Einsiedler dargestellt, die Hände sind betend erhoben, er lehnt an einem Baumstamm, auf dem ein offenes Buch liegt, bis auf ein Lendentuch unbekleidet | innere Balustrade Lage |
|      | Petrus                             | Apostel, Märtyrer | nach rechts gewandt, links das offene Buch haltend, rechts sein Gewand fassend | Turm, 1. Geschoss Lage |
|      | Petrus von Alcantara*              | Franziskanischer Ordensreformator, Mystiker | hat die Hände predigend erhoben, trägt Tracht der Franziskaner; die Figur wurde 1945 zerstört, die heutige Kopie stammt aus den 1980er-Jahren | innere Balustrade Lage |
|      | Philippus                          | Apostel, Märtyrer | schaut nach links, hält in der rechten Hand einen Stab und in der linken Hand ein geschlossenes Buch | äußere Balustrade Lage |
|      | Prokop                             | Einsiedler, Gründer des Klosters Sázava, Abt / böhmischer Landespatron | erhebt mit der rechten Hand ein Kreuz gegen den Drachen zu seinen Füßen, barhäuptig | innere Balustrade Lage |
|      | Raimund von Penyafort**            | Ordensmeister der Dominikaner, Schutzpatron der Kanoniker | blickt auf das Kreuz in seinen Händen, trägt ein langes Priestergewand; die Figur wurde 1945 zerstört und 2001 durch die jetzige Kopie ersetzt: Sie ähnelt der Originalfigur nur in der Körperhaltung und wurde ansonsten ohne Vorlage geschaffen, wodurch sie die am wenigsten sich am Original orientierende Kopie des gesamten Figurenprogrammes ist                                                                           | äußere Balustrade Lage |
|      | Rochus von Montpellier             | Schutzpatron der Pestkranken und Haustiere | schreitend, links den Pilgerstab haltend, im Pilgerkleid, das er mit der rechten Hand von seinem Oberschenkel hebt, neben ihm sein Hund, auf seiner Pilgertasche kann man die Initialen „LM“ erkennen, was bedeuten soll, dass Mattielli diese Figur eigenhändig schuf | äußere Balustrade Lage |
|      | Rosalia                            | Schutzpatronin gegen Pest und Krankheit, Schutzheilige Palermos | linker Arm auf Felsen gestützt, hält mit beiden Händen ein Kruzifix, auf das sie blickt, im Haar ein Rosenkranz, linke Brust und Arme entblößt | äußere Balustrade Lage |
|      | Sebastian                          | Märtyrer, Soldat, Schutzpatron der Pestkranken / Patron des Heiligen Römischen Reichs Deutscher Nation | nach vorn sinkend, die Hände sind hinter seinem Rücken an einen Baumstamm gebunden, er selbst ist nackt, nur die Hüfte wird von einem Tuch bedeckt | äußere Balustrade Lage |
|      | Simon Zelotes                      | Apostel, Märtyrer | stützt sich mit der rechten Hand auf seine Säge, die linke Hand hält einen Zipfel seines Mantels, bei der letzten Restaurierung in den 1990er Jahren wurde der Kopf durch eine Kopie ersetzt | äußere Balustrade Lage |
|      | Spes                               | Tugend der Hoffnung | nach links gewandt, mit der rechten Hand ein Ankerende fassend | Turm, 1. Geschoss Lage |
|      | Stanislaus von Krakau              | Märtyrer, Bischof von Krakau / Schutzheiliger Polens | im Bischofsgewand, Kopf emporgerichtet, die rechte Hand im Gebet erhoben, die linke Hand ausgestreckt, rechts hinter ihm ein aufgeschlagenes Buch | Turm, 3. Geschoss Lage |
|      | Stanislaus Kostka                  | Jesuit, polnischer Nationalpatron | nach rechts gewandt, hat die rechte Hand ausgestreckt, hält in der linken Hand einen Lilienstengel und fasst seinen Mantel an, trägt die Tracht der Jesuiten | innere Balustrade Lage |
|      | Stephanus                          | Märtyrer, Schutzpatron Wiens und Ungarns und des sächsischen Bistums Halberstadt | nach links gewandt, hält mit der rechten Hand in seinem Diakonengewand Steine sowie eine Lilie, die linke Hand ist erhoben; die Figur wurde 1945 beschädigt, sodass Kopf und Teile des Gewandes wieder angefügt werden mussten | äußere Balustrade Lage |
|      | Teresa von Ávila                   | Begründerin des Teresianischen Karmels, eines Reformzweigs der Karmeliten, Mystikerin / Patronin Spaniens | nach links gewandt, zeigt mit beiden Händen nach rechts, hat einen Pfeil im Herzen, trägt ein Nonnenkleid | innere Balustrade Lage |
|      | Thomas                             | Apostel, Märtyrer | blickt zu Boden, hält in der rechten Hand eine Lanze | äußere Balustrade Lage |
|      | Thomas von Aquin*                  | Kirchenlehrer, Dominikaner | in der rechten Hand Buch und Feder haltend, zeigt mit der linken Hand gen Himmel, trägt ein Gewand der Dominikaner, darauf die Strahlensonne; die Figur wurde 1945 schwer beschädigt; der erhaltene Torso wurde erst 2000 abgenommen, die Figur restauriert und 2001 wieder aufgesetzt: ergänzte Neuteile umfassten den Kopf, den gesamten Oberkörper, den kompletten linken Arm, die rechte Hand mit Buch und Teile des Gewandes | äußere Balustrade Lage |
|      | Venantius von Camerino             | Märtyrer | nach links gewandt, mit der rechten Hand nach seinem Schwert greifend, in der linken Hand einen Stab haltend, trägt die Tracht eines römischen Kriegers mit Harnisch und Mantel; aufgrund der Attribute gilt als möglich, dass es sich um den römischen Ritter und Märtyrer Venantius aus Umbrien handelt, der um 250 hingerichtet wurde                                                                                          | äußere Balustrade Lage |
|      | Vinzenz von Paul                   | Gründer der Lazaristen und der Genossenschaft der Töchter der christlichen Liebe vom Hl. Vinzenz von Paul, Schutzpatron der christlichen Nächstenliebe                                                                | links ein brennendes Herz haltend, die rechte Hand weist von sich fort, trägt Rochett und Stola, vor ihm kniet ein halbnackter Junge, der ihn berührt | äußere Balustrade Lage |
|      | Wenzel von Böhmen                  | Märtyrer, Böhmischer Herzog / böhmischer und tschechischer Nationalheiliger | nach links gewandt, hält in der rechten Hand die Palme und in der linken Hand eine Schriftrolle, im Harnisch mit Hermelin und Krone sowie Schwert gekleidet, auf seinem Gewand ist der böhmische Löwe zu erkennen | äußere Balustrade Lage |